# BBC Select
BBC Select — это ночная телевизионная служба, управляемая BBC в часы, когда BBC1 или BBC2 закрывались, обычно между 2 и 6 часами утра. На канале транслировались программы, предназначенные для специалистов, таких как бизнесмены, юристы, медсестры и учителя, и предназначенные для просмотра после трансляции посредством видеозаписи. Он финансировался за счёт подписки, и большинство программ были зашифрованы.

## История
Служба была официально запущена ночью 21 января 1992 года и работала как на BBC1, так и на BBC2. Служба экспериментировала с программированием для конкретной аудитории и с ночными трансляциями, опыт, который BBC позже будет использовать в блоке BBC Learning Zone. Транслируя программу сейчас, она позволила Би-би-си расширить свою аудиторию, в то же время позволяя больше времени в день для других программ.
Программирование было специально нацелено на профессиональные услуги бизнеса, медсестер, учителей и юристов, причем программирование осуществлялось внутри Би-би-си, а некоторые программы были предоставлены другими независимыми компаниями в рамках их полномочий. В качестве примера можно привести Thames Television, чей фильм «Жизнь с ограниченными возможностями» и их сериал «Путь вперед», подготовленные для Департамента социального обеспечения, распространялись бесплатно при условии, что из этого не получится никакой финансовой выгоды: в результате программа транслировалась в незашифрованном виде.
Корпоративные компании также воспользовались услугой. В 1992 и 1993 годах Cable & Wireless использовали BBC Select для трансляции основных событий своего ежегодного общего собрания (Annual general meeting, AGM). Трансляция их AGM 1992 года стала первой в Великобритании, когда AGM какой-либо компании было показано на телевидении. Эти основные моменты показывались в незашифрованном виде.

## BBC Selector
Для просмотра программ требовалась телевизионная приставка, или BBC Selector, и карта просмотра BBC Select, которая декодировала и расшифровывала программу. Приставка также получала сигналы, отправленные до запуска программы, которые предупреждали бы о том, что программа запускалась. Затем коробка запускала видеомагнитофон для начала записи, посылая импульс инфракрасного излучения для отключения видеомагнитофона, как если бы зритель нажал кнопку записи.
Используемая система скремблирования называлась VideoCrypt 'S'. Система была очень похожа на ту, которую British Sky Broadcasting использовала для своих аналоговых спутниковых передач, но была модифицирована из-за технических ограничений наземного телевидения.

## Презентация
Новый сервис имел различную презентацию на каналах BBC, на которых они вещали. Презентация показывала один золотой кружок в центре экрана с подписью BBC Select ниже. S в Select заголовка имела кружок вокруг него. На канале не было анонсов или подводок дикторов к предстоящим программам, а на презентации были представлены только идентификаторы, наполнители и рекламные материалы самой службы.
Заставка представляла собой круг, который начал вращаться, превращаясь в монету, печать Лондонского Сити, вращающуюся часть машин, убирающийся телескоп, сценический свет, реактивный двигатель самолёта и катушку с плёнкой, прежде чем наконец стать кругом. Заставка также могла формироваться из фона, так как круг вытягивался сверху по часовой стрелке. Это иногда использовалось при запуске сервиса.
Поскольку служба была разработана для воспроизведения на видеомагнитофоне, перерывы между программами были преднамеренно большими, средний промежуток составлял пять минут, и промежутки могли легко достигать десяти минут, так что программы могли быть настроены на превышение 5 минут, чтобы конец не был пропущен, но это позволит избежать нарушения записи последующей программы. В этих пятиминутных перерывах использовался наполнитель, который составлял логотип статического кольца на фоне, который постоянно и постепенно меняет цвет, и расширенную версию идентичной музыки. Он обычно плавно переходил в обычную заставку.